# Cheirinia
Cheirinia é um género de planta com flor pertencente à família Brassicaceae. 
A autoridade científica da espécie é Link, tendo sido publicada em Enumeratio Plantarum Horti Regii Berolinensis Altera 2: 170. 1822.
Trata-se de um género não aceite pelo sistema de classificação filogenético Angiosperm Phylogeny Website
Segundo a base de dados Tropicos, este género é sinónimo de Erysimum L.

## Espécies
Segundo a base de dados The Plant List tem 3 espécies descritas das quais 1 é aceite:
- Cheirinia helvetica (Jacq.) Link